# La Toile d'araignée merveilleuse
La Toile d'araignée merveilleuse er en fransk stumfilm fra 1908 af Georges Méliès.